# Souk El Arbaa
Souk El Arbaa (àrab: سوق الأربعاء الغرب, Sūq al-Arbʿāʾ al-Ḡarb; amazic: ⵙⵓⵇ ⵍⴰⵔⴱⵄⴰ) és un municipi de la província de Kénitra, a la regió de Rabat-Salé-Kenitra, al Marroc. Segons el cens de 2014 tenia una població total de 69.265 persones.